# 腺苷再攝取抑制劑

Adenosine

腺苷再攝取抑制劑（Adenosine reuptake inhibitor，縮寫為AdoRI）是一類藥物，它通過阻斷一個或多個平衡核苷轉運蛋白（ENTs）的作用，作為嘌呤核苷和神經遞質腺苷的再攝取抑制劑。這繼而導致腺苷的細胞外濃度增加，因此腺苷能神經傳遞增加。